# Ctenophthalmus nyikensis
Ctenophthalmus nyikensis är en loppart som beskrevs av Smit 1962. Ctenophthalmus nyikensis ingår i släktet Ctenophthalmus och familjen mullvadsloppor. Inga underarter finns listade i Catalogue of Life.